# Hyperolius bolifambae
Hyperolius bolifambae är en groddjursart som beskrevs av Mertens 1938. Hyperolius bolifambae ingår i släktet Hyperolius och familjen gräsgrodor. IUCN kategoriserar arten globalt som livskraftig. Inga underarter finns listade i Catalogue of Life.